# إبريق شاي يوتاه

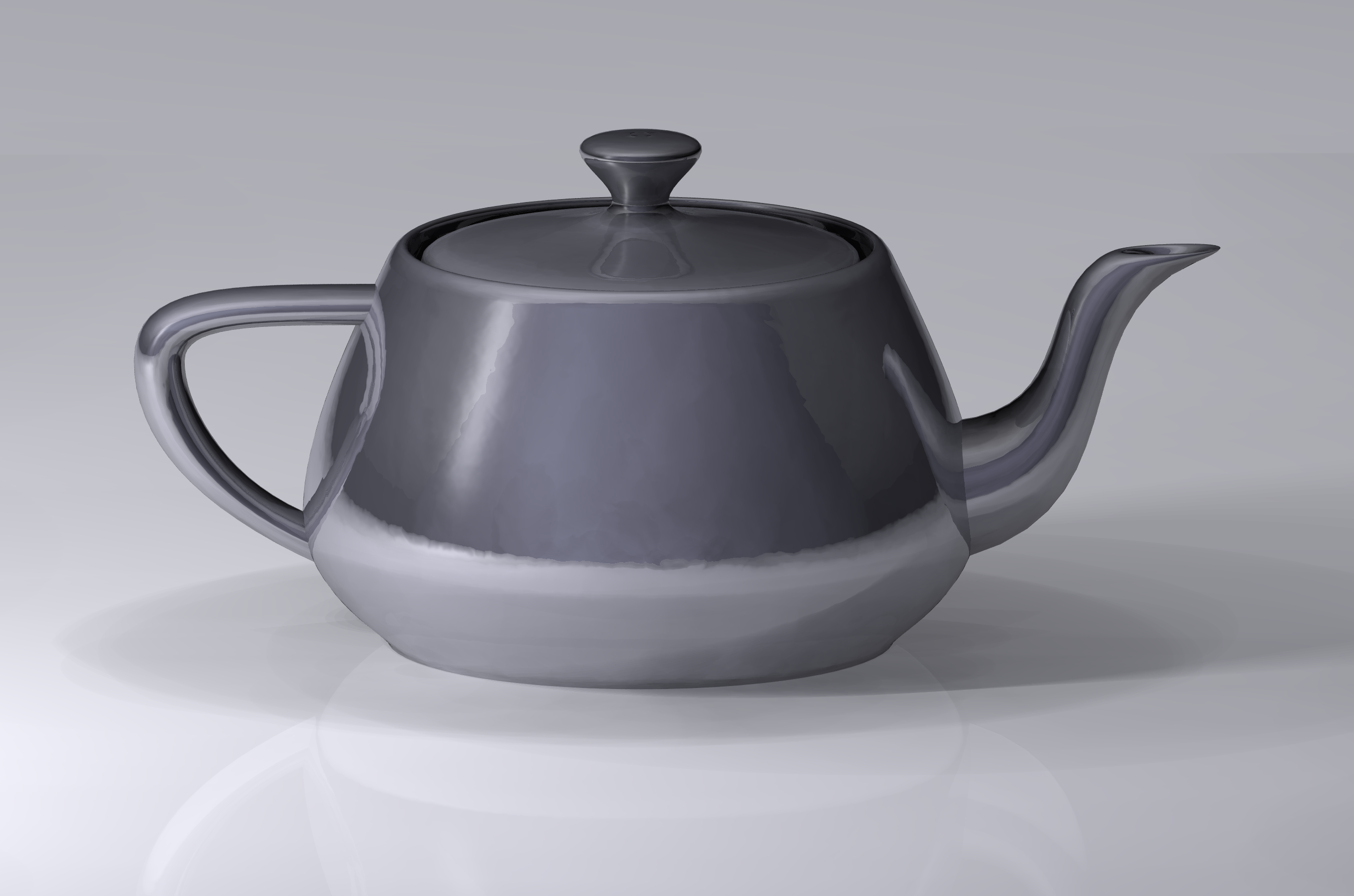
إبريق شاي يوتاه، نموذج تم صنعه من قبل مارتن نيويل (1975).

إبريق شاي يوتاه (بالإنجليزية: Utah teapot)‏ أو إبريق نيويل (بالإنجليزية: Newell teapot)‏ هو أول عنصر تم نمذجته في الحاسوب بشكل ثلاثي الأبعاد ويضاهي الشكل الحقيقي بواسطة الباحث مارتن نيويل وبشكل ما أصبح هذا لإبريق نموذجا قياسيا ومعيارا في صناعة رسوميات الحاسوب.
يوجد هذا الشكل مضمنا داخل معظم البرامج ثلاثية الأبعاد.
رمز من رسومات الحاسوب كونها واحدة من أول نماذج 3D باستخدام المنحنيات الرياضية بدلا من المضلعات، ومختبرات الكمبيوتر في وقت مبكر استخدمته اانه كان يستخدم كنموذج اختبار لكثير من الخوارزميات. تم تطويره من قبل مارتن نيويل بينما كان يعمل في أطروحة الدكتوراه في جامعة ولاية يوتا في عام 1975 ، و كان يقدم اطروحة عن مجموعه نقاذ تحكم مستخدمة في المراحل الأولية من رسومات الحاسوب والتصميم بمساعدة الكمبيوتر

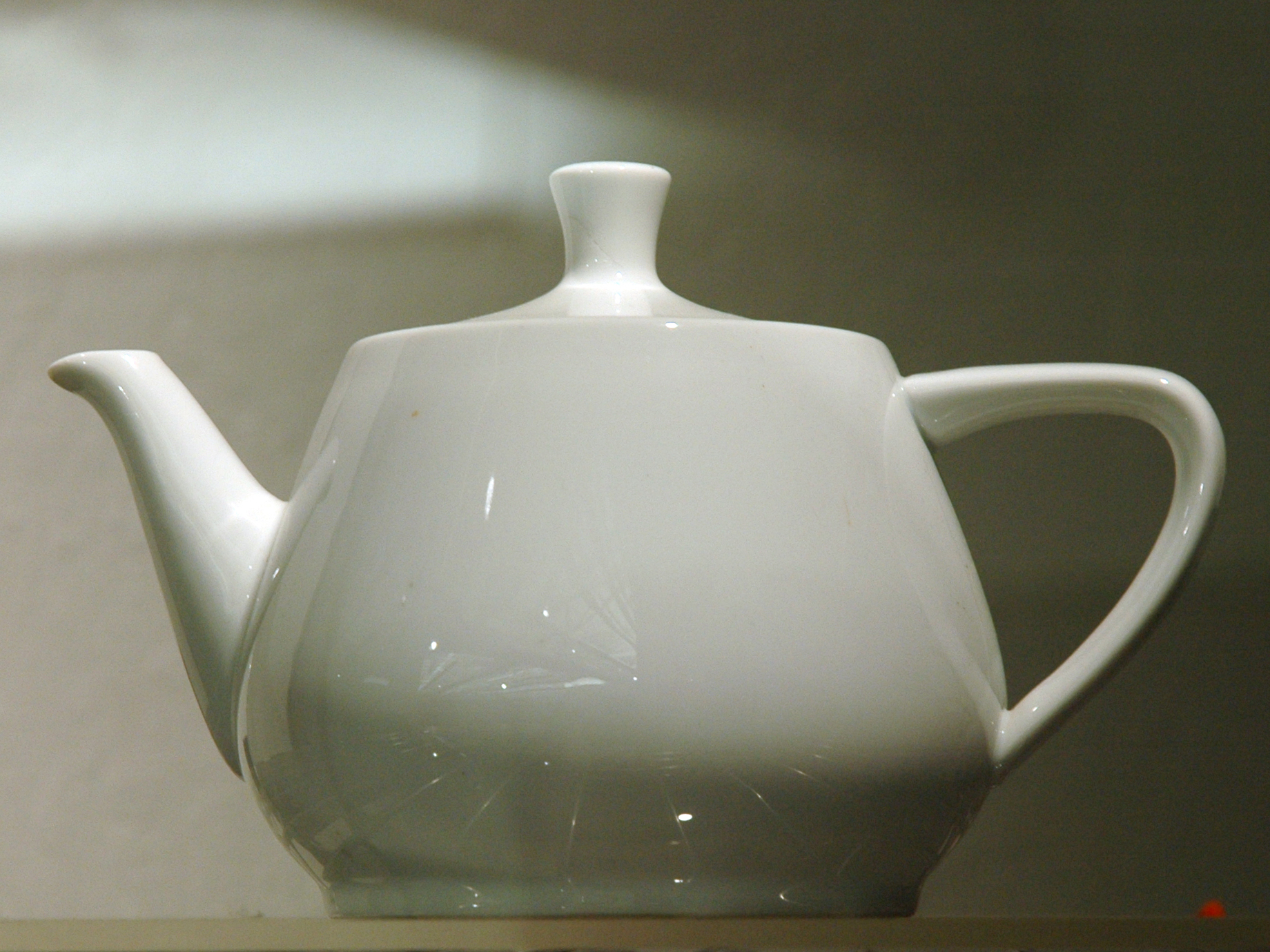
إبريق شاي ميليتا الفعلي الذي صممه مارتن نيويل، معروض في متحف تاريخ الكمبيوتر في ماونتن فيو، كاليفورنيا (1990 إلى الوقت الحاضر)

كان جزءا من أطروحة نيويلز تقديم عينات من نماذج الكمبيوتر التي لم يكن لديه ما يكفي منه . بينما كان يحتسي الشاي مع زوجته ساندرا، اقترحت عليه استخدام مجموعة الشاي . وقال انه على الفور حصل على ورقة الرسم البياني وقلم رصاص ورسم الشاي
في ذلك الوقت لم تكن هناك برامج النمذجة 3D لذلك كان كل شيء إما رقميا باليد أو رسمت على ورقة الرسم البياني مع الأرقام التي كتبتها في استخدام محرر نص، مما يعني أنها سرعان ما أصبحت نموذجا شعبي وتستخدم عادة من قبل علماء آخرين في هذا المجال.
أما البراد الحقيقي فهو موجود بالمتحف الوطني لتاريخ الحاسوب بالولايات المتحدة الأمريكية، كاليفورنيا.

## المظاهر
تُظهر إحدى صور تتبع الأشعة الشهيرة التي التقطها جيمس أرفو وديفيد كيرك في عام 1987 ستة أعمدة حجرية، خمسة منها تعلوها المواد الصلبة الأفلاطونية (رباعي السطوح، المكعب، المجسم الثماني، الاثني عشري الوجوه، العشروني الوجوه). العمود السادس يدعم إبريق الشاي. الصورة تحمل عنوان "المواد الصلبة الأفلاطونية الستة"، حيث أطلق أرفو وكيرك على إبريق الشاي اسم "المسطح الشايقي المكتشف حديثًا". ظهرت هذه الصورة على أغلفة العديد من الكتب والمجلات الرسومية بالكمبيوتر.
يظهر إبريق الشاي في يوتا أحيانًا في شاشة التوقف "Pipes" التي يتم شحنها مع مايكروسوفت ويندوز ولكن فقط في الإصدارات السابقة لنظام التشغيل ويندوز أكس بي وقد تم تضمينه في اختراق أكس سكرين سيفر "متعدد السطوح" منذ عام 2008.
يثبت جيم بلين (في أحد فيديوهات "مشروع الرياضيات!") نسخة مسلية (ولكنها تافهة) من نظرية فيثاغورس: قم ببناء إبريق شاي (ثنائي الأبعاد) على كل جانب من المثلث القائم الزاوية وتكون مساحة إبريق الشاي على الوتر هي يساوي مجموع مساحات أباريق الشاي على الجانبين الآخرين.
تتميز واجهات برمجة التطبيقات الرسومية فولكان وOpenGL بإبريق شاي يوتا بالإضافة إلى تنين ستانفورد وأرنب ستانفورد على شاراتهم.

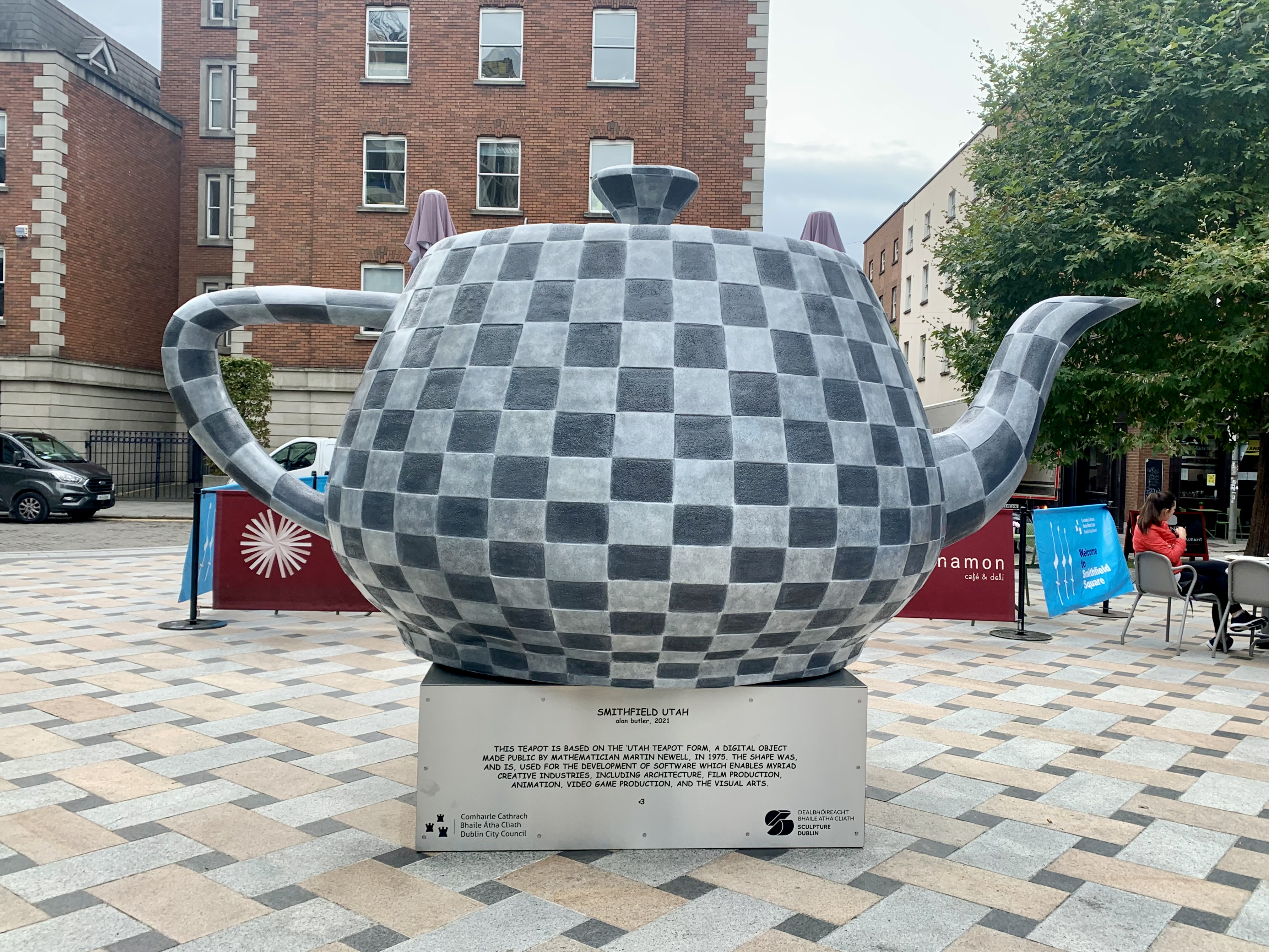
تمثال "سميثفيلد يوتا" العام في دبلن، أيرلندا

مع ظهور أول الأفلام القصيرة التي تم إنتاجها بالكمبيوتر، ولاحقًا الأفلام الروائية الطويلة، أصبح إخفاء إبريق الشاي في مشاهد الأفلام مجرد مزحة. على سبيل المثال، في فيلم حكاية لعبة يظهر إبريق شاي يوتا في مشهد قصير لحفلة شاي. يظهر إبريق الشاي أيضًا في حلقة سيمبسونز "الرعب في بيت الشجرة VI" التي اكتشف فيها هوميروس "البعد الثالث". في لعبة ذا سمز 2 صورة إبريق الشاي في يوتا هي إحدى اللوحات المتاحة للشراء داخل اللعبة، بعنوان "المقبض والصنبور".
تم عرض نسخة أوريغامي من إبريق الشاي مطوية بواسطة توموهيرو تاتشي في متحف تيكوتين للفن الياباني في فلسطين في معرض 2007-2008.
في أكتوبر 2021، تم الكشف عن "سميثفيلد يوتا" لآلان بتلر المستوحى من إبريق شاي يوتا في دبلن، أيرلندا.
في حلقة السيرك الرقمي المذهل "فوضى حاملة الحلوى!"، يمكن رؤية أباريق الشاي الزرقاء العائمة في ولاية يوتا بعد قص Pomni وGummigoo أسفل الخريطة خارج الحدود.